# Collingwood Park
Collingwood Park är en del av en befolkad plats i Australien. Den ligger i kommunen Ipswich och delstaten Queensland, omkring 23 kilometer sydväst om delstatshuvudstaden Brisbane. Antalet invånare är 5 305.
Runt Collingwood Park är det tätbefolkat, med 286 invånare per kvadratkilometer.. Närmaste större samhälle är Ipswich, nära Collingwood Park.
I omgivningarna runt Collingwood Park växer huvudsakligen savannskog. Genomsnittlig årsnederbörd är 1 252 millimeter. Den regnigaste månaden är januari, med i genomsnitt 248 mm nederbörd, och den torraste är oktober, med 34 mm nederbörd.